# Simonas Bilis
Pour les articles homonymes, voir Bilis.
Simonas Bilis (né le 11 novembre 1993 à Panevėžys) est un nageur lituanien. 

## Carrière
Aux championnats du monde en petit bassin 2016, il remporte la médaille d'or sur 100 m nage libre et la médaille de bronze sur 50 m nage libre.

## Palmarès

### Championnats du monde

#### Petit bassin
- Windsor 2016
  -  Médaille d'or du 100 m nage libre.
  -  Médaille de bronze du 50 m nage libre.